# Élisabeth Jacquet de La Guerre
Élisabeth Jacquet de La Guerre, o Élisabeth-Claude Jacquet de La Guerre (parroquia de Saint-Louis-en-l'Île de París, 17 de marzo de 1665 - París, 27 de junio de 1729) fue una renombrada compositora e intérprete de clavecín francesa.

## Biografía
Élisabeth Jacquet de La Guerre (nacida Élisabeth Jacquet) nació en 1665, siendo hija de Claude Jacquet, un organista de la iglesia parisina de Ile-Saint Louis, y de Anne de la Touche, su mujer. Ambos progenitores eran músicos y procedentes de familias de intérpretes, profesores y constructores de claves. Tuvo tres hermanos, Nicolas, Anne y Pierre, los cuales fueron también músicos. 
Élisabeth comenzó la interpretación de instrumentos de tecla a edad muy temprana, siendo presentada por su padre a Luis XIV con sólo cinco años de edad. Pronto se trasladó a Versalles aceptando una oferta de Madame de Montespan, amante del rey francés, y allí permaneció deleitando a la corte francesa con su música hasta contraer matrimonio. 
En 1684 se casó con Marin de La Guerre, organista, mudándose con él a París. Pero no por ello abandonó su trabajo ni sus encargos para Versalles. Siguió actuando en conciertos públicos y privados, impartiendo lecciones particulares como clavecinista y componiendo obras. Un ejemplo es su ópera Céphale et Procris (Jacquet de la Guerre), de gran éxito. También compuso un ballet por encargo de la corte de Versalles, Les jeux à l’honneur de la victoire (1691), que tristemente no se conserva. 
Hacia 1687 publica un libro de piezas para clavecín en el que aparecen algunas de sus suites de danzas francesas para teclado más célebres, incluyendo en ellas Preludios, Chaconas y Tocatas. Al igual que su contemporáneo François Couperin, en estas obras de La Guerre muestra un estilo compositivo entre lo italiano y lo francés.
En el año 1700 quedó viuda y perdió también a su único hijo, de sólo diez años de edad y un prodigio del clave, al igual que su madre. Este fue el suceso más trágico de su vida y fue seguido de un triste silencio profesional.  
Hasta 1707 Élisabeth deja de componer. Es en este año cuando publica su segundo libro de clavecín. Además, se adentra en las nuevas formas italianas con sus sonatas en trío para violín y sus cantatas. De esta última forma tiene dos libros que constituyen ejemplos únicos de colecciones de cantatas francesas con temática bíblica. Son sus Cantates françaises sur des sujets tirez de l'Ecriture, livre I (1708) y sus Cantates françaises, livre II (1711), destacando tres dedicados a mujeres de la Biblia: Ester, Susana y Judit.  La mayoría las escribió para voz y bajo continuo, mientras que otras están escritas avec Symphonie, acompañándose por uno o varios violines y flauta opcional.
En 1715 publicaba su última gran obra, el tercer libro de Cantates françaises. Este último presenta temáticas mitológicas, destacando Sémele. Su última obra conocida fue un coral encargado para celebrar la recuperación del rey Luis XV de una infección de viruela, lo cual nos da una idea del prestigio que consiguió como compositora. Desde entonces hasta su muerte, el 27 de junio de 1729, Élisabeth Jacquet de La Guerre fue retirándose paulatinamente de la vida pública.

## Obras

### Obras destacadas

#### Teatro
- Ballet Les jeux à l’honneur de la victoire (1691)
- Ópera (tragédie lyrique) Céphale et Procris (1694)

#### Música vocal
- Cantates françaises sur des sujets tirez de l'Ecriture, livre I (1708)
- Cantates françaises, livre II (1711)
- La musette, ou Les bergers de Suresne (1713)
- Cantates françaises (1715)
- Te Deum (1721)
- Algunas canciones publicadas en Recueil d'airs sérieux et à boire (1710–1724)

#### Instrumental
- Pièces de clavessin (1687)
- Pièces de clavecin qui peuvent se jouer sur le viollon (1707)
- 6 sonates for violin and basso continuo (1707)
- En manuscrito: cuatro sonatas para violín, viola da gamba y bajo continuo, cuatro sonatas en trío para 2 violines, viola da gamba y bajo continuo

### Lista  completa de obras
- EJG.01 : Pièces de clavecin, I - Suite I (suite de danses - pièce de clavecin)
- EJG.02 : Pièces de clavecin, I - Suite II (suite de danses - pièce de clavecin)
- EJG.03 : Pièces de clavecin, I - Suite III (suite de danses - pièce de clavecin)
- EJG.04 : Pièces de clavecin, I - Suite IV (suite de danses - pièce de clavecin)
- EJG.05 : Pièces de clavecin, II - Suite I (suite de danses - pièce de clavecin)
- EJG.06 : Pièces de clavecin, II - Suite II (suite de danses - pièce de clavecin)
- EJG.07 : Menuet (pièce de clavecin)
- EJG.08 : Sonates I - Sonate I en sol mineur (sonate)
- EJG.09 : Sonates I - Sonate II en si b majeur (sonate)
- EJG.10 : Sonates I - Sonate III en ré majeur (sonate)
- EJG.11 : Sonates I - Sonate IV en ut mineur (sonate)
- EJG.12 : Sonates I - Sonate V en la mineur, I (sonate)
- EJG.13 : Sonates I - Sonate VI en la mineur, II (sonate)
- EJG.14 : Sonates II- Sonate I en ré mineur (sonate)
- EJG.15 : Sonates II - Sonate II en ré majeur (sonate)
- EJG.16 : Sonates II - Sonate III en fa majeur (sonate)
- EJG.17 : Sonates II - Sonate IV en sol majeur (sonate)
- EJG.18 : Sonates II - Sonate V en la mineur (sonate)
- EJG.19 : Sonates II - Sonate VI en la majeur (sonate)
- EJG.20 : Pastorale en musique (pastorale en musique)
- EJG.21 : Petit opéra (petit opéra), sur un texte de René Trépagne (1654-1734)
- EJG.22 : Divertissement (divertissement)
- EJG.23 : Jeux à l'honneur de la victoire (ballet - opéra-ballet)
- EJG.24 : Céphale et Procris (tragédie en musique), sur un texte de Joseph-François Duché de Vancy.
- EJG.25 : Esther (cantate spirituelle), sur un texte d'Antoine Houdar de La Motte (1672-1731).
- EJG.26 : Le Passage de la mer rouge (cantate spirituelle), sur un texte d'Antoine Houdar de La Motte.
- EJG.27 : Jacob et Rachel (cantate spirituelle), sur un texte d'Antoine Houdar de La Motte.
- EJG.28 : Jonas (cantate spirituelle), sur un texte d'Antoine Houdar de La Motte.
- EJG.29 : Susanne (cantate spirituelle), sur un texte d'Antoine Houdar de La Motte.
- EJG.30 : Judith (cantate spirituelle), sur un texte d'Antoine Houdar de La Motte.
- EJG.31 : Adam (cantate spirituelle), sur un texte d'Antoine Houdar de La Motte.
- EJG.32 : Le Temple rebâti (cantate spirituelle), sur un texte d'Antoine Houdar de La Motte.
- EJG.33 : Le Déluge (cantate spirituelle), sur un texte d'Antoine Houdar de La Motte.
- EJG.34 : Joseph (cantate spirituelle), sur un texte d'Antoine Houdar de La Motte.
- EJG.35 : Jephté (cantate spirituelle), sur un texte d'Antoine Houdar de La Motte.
- EJG.36 : Samson (cantate spirituelle), sur un texte d'Antoine Houdar de La Motte.
- EJG.37 : Sémélé (cantate)
- EJG.38 : L'île de Délos (cantate), sur un texte d'Antoine Danchet (1671-1748).
- EJG.39 : Le Sommeil d'Ulysse (cantate)
- EJG.40 : Raccomodement comique de Pierrot et de Nicole (dialogue), sur un texte d'Alain-René Lesage (1668-1747).
- EJG.41 : Aux vains attraits (air sérieux)
- EJG.42 : Les Rossignols (air)
- EJG.43 : Tant que je verrons ce pot (air à boire)
- EJG.44 : Entre nous mes chers amis (air à boire)
- EJG.45 : Suite de la provençale
- EJG.46 : Cédons tous aux tendres ardeurs (air), sur un texte de René Trépagne (1654-1734).
- EJG.47 : Cher favori de la victoire (air), sur un texte de René Trépagne.
- EJG.48 : Heureux l'instant qui vous vit naître (air), sur un texte de René Trépagne.
- EJG.49 : Pour la gloire des souverains (air), sur un texte de René Trépagne.
- EJG.50 : Te Deum (grand motet)
- EJG.possible.01 : Menuet (pièce de clavecin - danse instrumentale)
- EJG.possible.02 : La Musette ou les bergers de Suresnes (divertissement)

## Discografía seleccionada
- 5 Cantates bibliques, Esther, Jacob et Rachel, Suzanne, Judith, Jephté, Isabelle Poulenard, Sophie Boulin, sopranos, Arion, 1986.
- 6 Sonates à un & deux violons avec viole ou violoncelle obligés, Ensemble Variations, Frédéric Martin, Odile Édouard, violons, Christine Plubeau, viole de gambe, David Simpson, violoncelle (sonate en Ré majeur), Éric Bellocq, théorbe & guitare,  Noëlle Spieth, clavecin & orgue, Accord, 1996.
- Les pièces de clavecin, Blandine Verlet, Auvidis Astrée 1998. Diapason d'or
- Les pièces de clavecin, Carole Cerasi, Metronome, 1998.
- Le Sommeil d'Ulysse, Samson, Isabelle Desrochers, soprano, Christine Payeux, viole de gambe, Les Voix humaines, Alpha 1999 2000.
- Quatre cantates du Livre II, Adam, Samson, Joseph, Le Temple rebâti, Andrea Büchel, soprano, Gilbert Bezzina, violon, Sybille Brix, viole de gambe, Vera Elliot, clavecin, Gilles Perny productions, 2000.
- 4 Cantates, Judith, Esther, Jonas, Le Passage de la mer rouge, Véronique Malet, soprano, Huguette Grémy-Chauliac, clavecin, Catherine Giardelli, violon, Jean-Louis Charbonnier, basse de viole, Pierre Vérany, 2001.
- 6 Suites pour clavecin, Elisabeth Farr, clavecin, Naxos, 2004.
- Cephale et Procris - Raphaële Kennedy (Procris) ; Camilla de Falleiro (Dorine) ; Achim Schulz (Cephale) ; Lisandro Abadie (Arcas) ; Daniel Issa (la Jalousie) ; Musica Fiorita, dir./clavecin et orgue, Daniela Dolci (ORF 2 CD 3033).[2]
- Céphale et Procris - Reinoud van Meichelen (direction), 2 CD Château de Versailles spectacles, 2024. Diapason d’or.
- Intégrale de l’œuvre pour clavecin, Francesca Lanfranco, Brillant classics, 2018.
- Lisle de Délos, Jonas, Suite de clavecin N° 3, Isabelle Desrochers, soprano, Geneviève Soli, clavecin, L'Ensemble Les Idées Heureuses Atma, 2018.
- Musique de chambre, vol 1, Musica fiorita, Daniela Dolci, orgue, clavecin et direction, Panclassics 2000 et 2015.
- Sonate en trio en sol mineur, (titre de l'album O Maria), Ensemble Correspondances, dir. Sébastien Daucé, Zig-Zag Territoires, 2010.
- 6 Sonates pour violon, Les Dominos, Florence Malgoire, Ricercar, 2011. Choc de Classica.
- 6 Sonates pour violon, Lina Tur Bonet, violon, Kenneth Weiss, clavecin, Patxi Montero, basse viole, Panclassics 2017.
- Sonate en trio en sol mineur, Enemble Diderot, Audax Records 2019. Diapason d’or, Choc Classica.